# Pasiphaea chacei
Pasiphaea chacei is een garnalensoort uit de familie van de Pasiphaeidae. De wetenschappelijke naam van de soort is voor het eerst geldig gepubliceerd in 1962 door Yaldwyn.